# Little Rock, Arkansas
Little Rock là thủ phủ và là thành phố đông dân nhất ở tiểu bang Arkansas, Hoa Kỳ. Nó cũng là quận lỵ của Quận Pulaski và có dân số 204.370 theo ước tính điều tra dân số năm 2006. Thành phố này và Bắc Little Rock, Arkansas là các thành phố chính của Vùng thống kê đô thị Little Rock-Bắc Little Rock gồm 6 quận, một khu vực có dân số 652.834 người, theo ước tính điều tra dân số năm 2006. Vùng thống kê đô thị này lại được bao gồm trong Vùng thống kê kết hợp Little Rock-Bắc Little Rock-Pine Bluff, với một dân số 829.032 theo ước tính điều tra dân số năm 2006.
Nằm gần trung tâm địa lý của Arkansas, Little Rock lấy tên từ kiến tạo đá nhỏ ở bờ nam của sông Arkansas có tên gọi là La Petite Roche (tiếng Pháp của "đá nhỏ"). Từ "đá nhỏ" đã được những người đi đường sông sử dụng từ lâu làm một điểm mốc bờ và trở thành một điểm giao cắt sông nổi tiếng.